# Vanadi(II) sulfide
Vanadi(II) sulfide là một hợp chất vô cơ của vanadi và lưu huỳnh có công thức hóa học VS, tồn tại dưới dạng tinh thể màu nâu đen.

## Điều chế
- Sự phân hủy vanadi(III) sulfide ở 1000 °C trong môi trường khí hydro sẽ tạo ra vanadi(II) sulfide. Sản phẩm thực tế sau 20 giờ phân hủy có công thức VS1,02.[1]

{\displaystyle {\mathsf {V_{2}S_{3}\ \xrightarrow {1000^{o}C,\tau } \ 2VS+S}}}
- Cũng có thể khử vanadi(III) sulfide bằng hydro để tạo ra muối.

{\displaystyle {\mathsf {V_{2}S_{3}+H_{2}\ \xrightarrow {850-1100^{o}C,\tau } \ 2VS+H_{2}S}}}
- Hoặc khử vanadi(V) oxide bằng lưu huỳnh trong môi trường trơ:

{\displaystyle {\mathsf {2V_{2}O_{5}+9S\ \xrightarrow {400^{o}C} \ 4VS+5SO_{2}}}}

## Tính chất vật lý
Vanadi(II) sulfide tạo thành tinh thể lục phương màu nâu đen, nhóm không gian P 6/mmc, các hằng số mạng tinh thể a = 0,334 nm, c = 0,5785 nm, Z = 2.

## Tính chất hóa học
Hợp chất bị oxy hóa khi đun nóng trong không khí:
{\displaystyle {\mathsf {4VS+9O_{2}\ \xrightarrow {T} \ 2V_{2}O_{5}+4SO_{2}}}}